# Spoorlijn Frankfurt Süd - Hanau
De spoorlijn Frankfurt Süd - Hanau is een Duitse spoorlijn tussen Frankfurt (Main) Süd en Hanau. De lijn is als spoorlijn 3660, (Frankfurt (Main) Süd - Aschaffenburg) onder beheer van DB Netze.
De Kinzigtalbahn loopt tussen Frankfurt Süd en Hanau parallel aan dit traject.

## Geschiedenis
Het traject tussen Hanauer Bahnhof in Frankfurt en - Hanau West werd door de Frankfurt-Hanauer Eisenbahn-Gesellschaft op 10 september 1848 geopend.
Van de Königlich Bayerischen Staats-Eisenbahnen werd op 22 juni 1854 het traject van de Ludwigs-West-Bahn tussen Hanau West en Aschaffenburg gepacht.

## Treindiensten

### DB
De Deutsche Bahn verzorgt het personenvervoer op dit traject met RE / RB treinen.

### S-Bahn
De S-Bahn, meestal de afkorting voor Stadtschnellbahn, soms ook voor Schnellbahn, is een in Duitsland ontstaan (elektrisch) treinconcept, welke het midden houdt tussen de Regionalbahn en de Stadtbahn. De S-Bahn maakt meestal gebruik van de normale spoorwegen om grote steden te verbinden met andere grote steden of forenzengemeenten. De treinen rijden volgens een vaste dienstregeling met een redelijk hoge frequentie.

#### S-Bahn Rhein-Main
De treinen van de S-Bahn Rhein-Main tussen Frankfurt Süd en Hanau maken geen gebruik van dit traject maar over de Kinzigtalbahn.

## Aansluitingen
In de volgende plaatsen was of is er een aansluiting van de volgende spoorwegmaatschappijen:

#### Frankfurt Süd
- Kinzigtalbahn spoorlijn tussen Fulda en Frankfurt am Main
- S-Bahn Rhein-Main treindienst rond Frankfurt am Main

### Hanau
- Kinzigtalbahn spoorlijn tussen Fulda en Frankfurt am Main
- Main-Spessart-Bahn spoorlijn tussen Würzburg en Hanau
- Friedberg - Hanau spoorlijn tussen Friedberg en Hanau
- Kahlgrundbahn spoorlijn tussen Kahl am Main en Schöllkrippen
- Odenwaldbahn spoorlijn tussen Eberbach en Hanau
- S-Bahn Rhein-Main treindienst rond Frankfurt am Main

## Elektrische tractie
Het traject werd geëlektrificeerd met een spanning van 15.000 volt 16 2/3 Hz wisselstroom.